# InZOI
Ten artykuł dotyczy przyszłego wydarzenia. Informacje w nim zawarte mogą się zmienić wraz z pojawieniem się nowych faktów, a początkowe doniesienia mogą być niepewne. Ostatnie aktualizacje tego artykułu mogą nie odzwierciedlać najbardziej aktualnych informacji.
InZOI – komputerowa gra symulacyjna, w której gracze sterują życiem wirtualnych ludzi. Porównywana jest do serii The Sims. Gra została opracowana przez InZOI Studio, a wydana 28 marca 2025 we wczesnym dostępie przez południowokoreańskie przedsiębiorstwo Krafton na platformie Microsoft Windows.

## Rozgrywka
InZOI jest grą komputerową z gatunku symulatorów życia w której gracze mają możliwość tworzenia postaci, budowania, rozwijania interakcji społecznych i karier. Postacie w grze określane są „zoiami”. Akcja gry toczy się w otwartym świecie o nazwie Dowon, który jest inspirowany Seulem, Bliss Bay nawiązującym do Los Angeles oraz Kucingku (dawniej Cahaya) bazowanym na Indonezji. 
Gra pozwala na wykorzystywanie generatywnej sztucznej inteligencji do tworzenia ubrań i obiektów w grze. Gra otrzymała pełne wsparcie dla modyfikacji pod koniec maja 2025.

## Produkcja i wydanie
Gra została wydana 28 marca 2025 przez koreańskie przedsiębiorstwo Krafton. Produkcja gry rozpoczęła się na początku 2023, a sama gra została zaprezentowana podczas wydarzenia G-Star 2023 w Pusanie. Producentem i reżyserem jest Hyungjun „Kjun” Kim. InZOI opiera się na silniku Unreal Engine 5.
28 maja 2024 ogłoszono konkurs „CONNECT x inZOI Every Style Tells a Story” pod patronatem inZOI Studio i CLO Virtual Fashion. W konkursie uczestnicy musieli stworzyć cyfrową wersję ubrań dla bohaterów gry. Konkurs obejmował cztery kategorie, w tym Master of Trends Award, Elegant Comfort Award, Creative Casual Award i Refined Everyday Award. Konkurs trwał od 30 maja 2024 do 12 lipca 2024, a laureatów ogłoszono 8 sierpnia 2024.
Kreator postaci został opublikowany na okres kilku dni w sierpniu 2024.

## Odbiór
W ciągu pierwszego tygodnia sprzedaży gry we wczesnym dostępie, InZOI rozeszła się w liczbie ponad miliona kopii. InZOI spotkała się z pozytywnym odbiorem recenzentów, uzyskując średnią z 9 recenzji wynoszącą 82/100 według agregatora OpenCritic.